# Elanor Gamyi

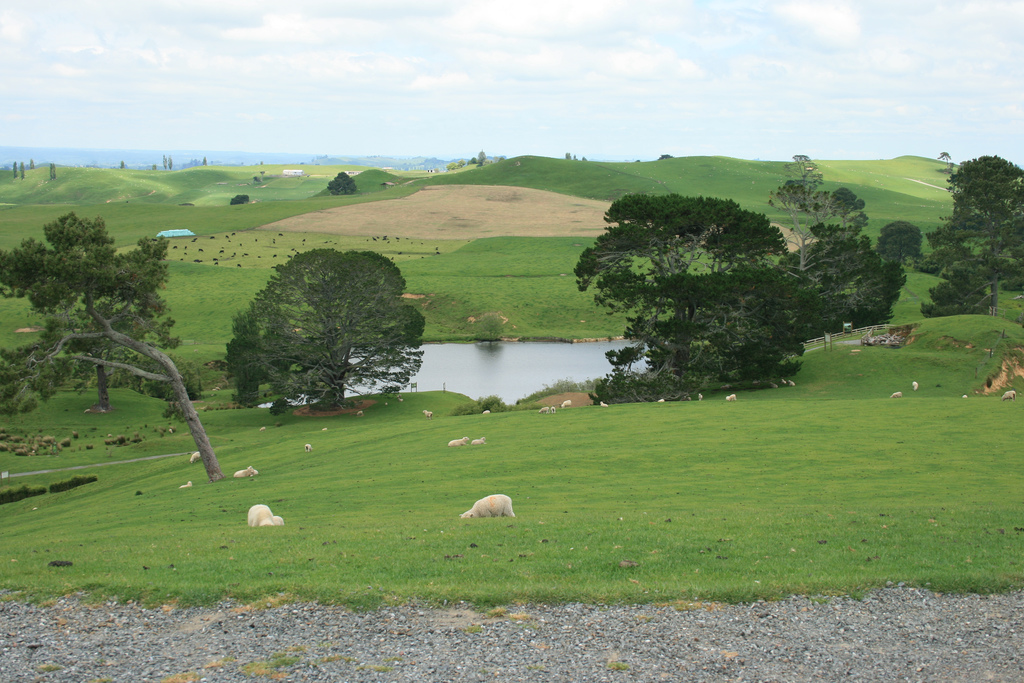
Locación empleada para representar la Comarca en las películas de Peter Jackson.

Elanor Gamyi es un personaje de la mitología literaria del escritor británico J. R. R. Tolkien, que aparece en su novela El Señor de los Anillos, así como en algún otro de sus escritos. Se trata de una hobbit de la Comarca, la mayor de los hijos de Samsagaz Gamyi y de su esposa Rosita Coto. Fue llamada «La Bella» por su hermosura y su cabello dorado.

## Historia ficticia
Elanor nació exactamente en el primer día de la Cuarta Edad del Sol en Gondor. En su juventud, Elanor fungió como doncella de la reina Arwen Undómiel. En el año 31 de la Cuarta Edad se casó con Fastred de Encinaverde, y en el 35 el matrimonio se trasladó a las colinas de la Torre, donde formó su hogar en Torres de Abajo. En el año 62 su padre, Samsagaz Gamyi, hizo entrega a Elanor del Libro Rojo de la Frontera del Oeste, que en lo sucesivo fue custodiado por ella y sus descendientes, los Belinfantes de las Torres.

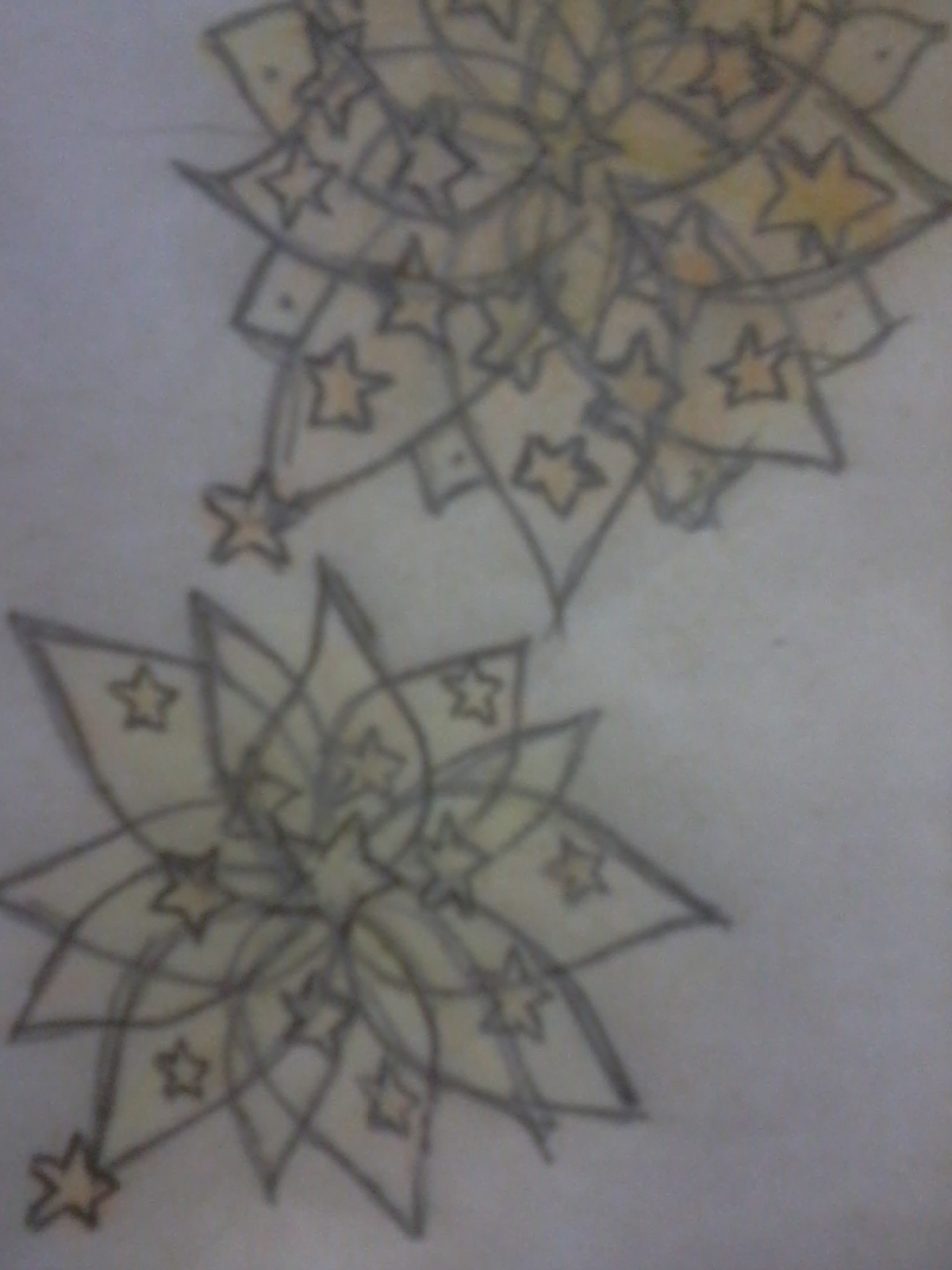
La flor elanor de Lothlórien.

El nombre «Elanor» le fue sugerido a Sam por Frodo en el año 1421 C. C., ya que Sam y Rosita no tenían pensado aún un nombre para su hija. En la Comarca era costumbre emplear nombres de flor para las niñas, por lo que Frodo estima muy adecuado emplear «elanor», el nombre de la flor que crecía en Lothlórien, y que él y Sam vieron durante su gran viaje. 

—Y bien, Sam, ¿qué te parece «elanor», ‘la estrella-sol’? ¿Recuerdas, la pequeña flor de oro que crecía en los prados de Lothlórien?
—¡También ahora tiene razón, señor Frodo! —dijo Sam, maravillado—. Eso era lo que yo quería...
— Tolkien, 1980, «Los Puertos Grises».

## Adaptaciones
Es interpretada por Alexandra Astin en la tercera y última parte de la trilogía cinematográfica de El Señor de los Anillos. Alexandra es hija en la vida real de Sean Astin, el mismo parentesco que sus personajes en la película, Elanor y Samsagaz.